# Dierk Schmäschke

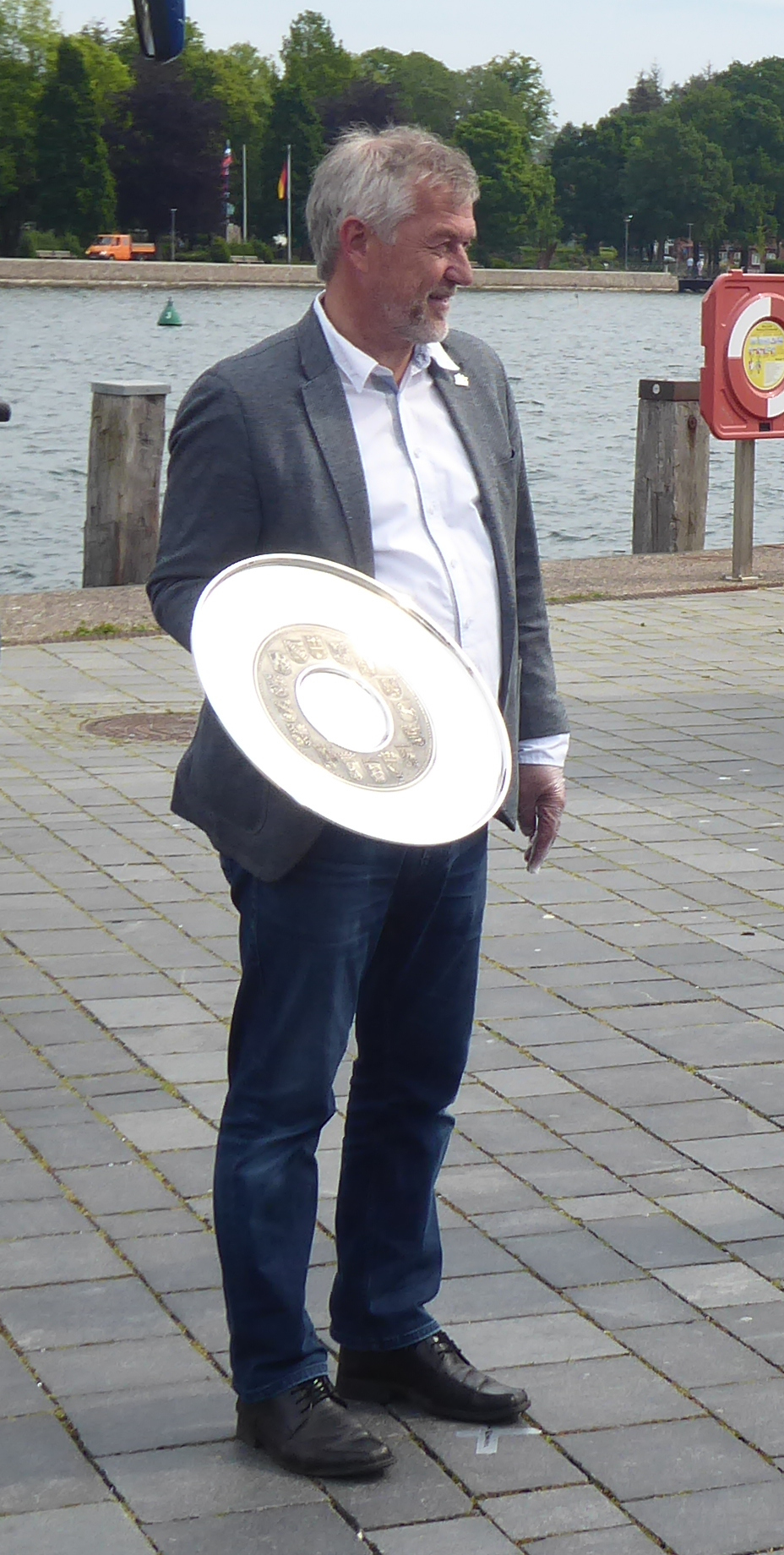
Dierk Schmäschke im Hafen Eckernförde bei der Meisterschalenübergabe an den THW Kiel am 4. Juni 2020

Dierk Schmäschke (* 2. April 1958 in Niebüll) ist ein deutscher Handballmanager und ehemaliger Handballspieler.

## Leben
Er spielte in den 1980er Jahren bei der SG Weiche-Handewitt und war von 1996 bis 2003 Geschäftsführer beim Nachfolgeverein SG Flensburg-Handewitt. Nach einer kurzen Rückkehr in seinen Beruf als Lehrer ging er 2003 zum HSV Hamburg und war dort bis 2011 als Berater, Geschäftsführer und ab 2006 als hauptamtlicher Vizepräsident tätig. Zur Saison 2011/12 kehrte er als Manager nach Flensburg zur SG zurück.
Dierk Schmäschke ist zusätzlich als Vizepräsident des Forum Club Handball – der Interessenvereinigung der europäischen Spitzenclubs im Hallenhandball – tätig.
Dierk Schmäschke ist verheiratet und hat zwei Kinder. Seine Frau Meike Schmäschke wie auch die Tochter Kaja Kristina Schmäschke und der Sohn Niels Oke Schmäschke spielen Handball.

## Spielerische Erfolge
Als Spieler war er zwischen 1979 und 1993 zunächst bei der SG Weiche-Handewitt und später bei der SG Flensburg-Handewitt aktiv. In diesem Zeitraum bestritt er 308 Pflichtspiele. In seiner Zeit als Manager, Geschäftsführer oder Vizepräsident bei der SG Flensburg-Handewitt und dem HSV Handball erlangten die Vereine mehrere nationale und internationale Titel:
- SG Flensburg-Handewitt (bis 2003): 3 Europapokalsiege, 1 DHB-Pokalsieg, 1 Supercupsieg
- HSV Handball (2004–2011): 2 Supercupsiege, 1 Europapokalsieg, 2 DHB-Pokalsiege, 1 Deutsche Meisterschaft
- SG Flensburg-Handewitt (ab 2011): 2 Europapokalsiege, 2 Supercupsiege, 1 DHB-Pokalsieg, 2 Deutsche Meisterschaften